# Raul Seixas
Raul Seixas, né le 28 juin 1945 à Salvador de Bahia et mort le 21 août 1989 à São Paulo, était un auteur-compositeur-interprète et producteur de musique brésilien. Il est considéré comme le pionnier du rock au Brésil.

## Biographie
Fils d'un ingénieur et d'une mère au foyer, Raul Seixas est né et a grandi à Salvador de Bahia. Il se forge une culture impressionnante grâce aux livres de la bibliothèque de son père. Souvent considéré en avance sur son époque, comme l'atteste son œuvre musicale, ses premiers goûts musicaux le portent vers Luiz Gonzaga. Il n'abandonnera d'ailleurs jamais ses racines issues de la culture du nord-est du Brésil. Voisin du consulat américain il découvre le rock 'n' roll grâce aux chansons d'Elvis Presley. Il fonde d'ailleurs un fan club d'Elvis Presley à Salvador de Bahia puis monte un groupe "Os relampagos do Rock" (les Éclairs du Rock) qui sera le premier de la ville à utiliser des instruments électriques. Plus tard, le groupe change de nom pour devenir "The Panters" puis enfin "Raulzito e os Panteras".
Le groupe débute en donnant des concerts dans les fêtes et festivals locaux mais sa notoriété ne dépasse pas les limites de Bahia. Raul Seixas est déçu par le milieu artistique et son premier mariage avec une fille de pasteur protestant le conduit à abandonner provisoirement sa carrière musicale. Convaincu par un de ses amis, il remonte sur scène en 1967 et effectue une tournée à Rio de Janeiro avec "The Panters". Il y enregistre un disque qui sera un échec. Il produit ensuite pour CBS plusieurs artistes de la Jovem Guarda, mouvement proche du rock créé au Brésil, pour lesquels il compose plus de 80 musiques.
En 1971 il se rebelle et profite de l'absence du président de la maison de disques pour enregistrer un deuxième album qui ne sera commercialisé que brièvement. Il est alors licencié et participe en 1972 à un festival international de musique patronné par la chaine de télévision brésilienne Globo puis signe avec Philips pour enregistrer un nouveau disque.
C'est pendant cette période qu'il rencontre Paulo Coelho qui deviendra son parolier et avec lequel il va créer la "société alternative" basée sur les principes de l'écrivain occultiste britannique Aleister Crowley.
Il obtient en 1973 un succès monumental grâce à sa chanson "Ouro de Tolo" (l'or des idiots ou des imbéciles) qui se révèle une critique acerbe de la société de consommation et de la classe moyenne de l'époque, alors que le Brésil vit sous la dictature militaire et connaît une période d'essor économique.
Il est brièvement emprisonné puis s'exile aux États-Unis avec son partenaire Paulo Coelho car la dictature craint que la "société alternative" ne devienne un mouvement armé d'opposition. Il obtient un disque d'or avec son album "Gita", enregistré peu avant son exil, ce qui conduit la dictature à le faire revenir au Brésil.
Sa carrière est ensuite faite de hauts et de bas, mais il obtient régulièrement des succès commerciaux avant de connaître une période difficile à la fin des années soixante-dix, notamment lorsque se termine sa collaboration avec Paulo Coelho. Il enregistre néanmoins plusieurs autres disques en 1978 et 1979 mais doit faire face à des ennuis de santé dus à son alcoolisme.
Dépressif, il subit une cure de désintoxication en 1979 puis se marie pour la quatrième fois avant de signer un nouveau contrat avec CBS en 1980.
En 1982 il donne un concert historique à Santos où sont réunies plus de 150 000 personnes. Peu de temps après il est hué par le public à São Paulo pendant un concert où il se présente totalement ivre.
Sa carrière continue et il obtient d'autres succès malgré ses problèmes récurrents de drogue et d'alcool. Il enregistre son dernier album en 1988 et ses concerts donnés en 1989 le montrent considérablement amoindri. Son alcoolisme aggravé par son diabète conduisent à sa mort d'un arrêt cardiaque cette même année.

## Son œuvre
Influencé par Elvis Presley, mais aussi Jimi Hendrix et Bob Dylan auxquels il fait d'ailleurs référence dans une de ses chansons, ses musiques mêlent le style purement rock 'n' roll à des ballades country ou blues. Les textes, notamment ceux issus de sa collaboration avec Paulo Coelho, se révèlent d'une grande qualité. Souvent irrévérencieux et ironique envers la société, ses chansons mêlent humour et messages subtils à double sens. Il intègre en outre des touches de rythmes traditionnels du Nordeste dans quelques compositions et adaptera même une chanson (lua bonita) d'un des plus grands succès du cinéma brésilien, O Cangaceiro (film de 1953).

## Discographie
- 1968 - Raulzito e os Panteras
- 1971 - Sociedade da Grã-Ordem Kavernista Apresenta Sessão das 10 (avec Sérgio Sampaio, Míriam Batucada et Edy Star)
- 1973 - Krig-Ha, Bandolo!
- 1973 - Os 24 Maiores Sucessos da Era do Rock
- 1974 - Gita
- 1974 - O Rebu
- 1975 - 20 Anos de Rock (réédition)
- 1975 - Novo Aeon
- 1976 - Há 10 Mil Anos Atrás
- 1977 - O Dia Em Que a Terra Parou
- 1977 - Raul Rock Seixas
- 1978 - Mata Virgem
- 1979 - Por Quem Os Sinos Dobram
- 1980 - Abre-te Sésamo
- 1983 - Raul Seixas
- 1984 - Metrô Linha 743
- 1985 - 30 Anos de Rock (réédition)
- 1985 - Let Me Sing My Rock And Roll (tirage limité LP)
- 1986 - Raul Rock Seixas Volume 2
- 1987 - Caroço de Manga (réédition)
- 1987 - Uah-Bap-Lu-Bap-Lah-Béin-Bum!
- 1988 - A Pedra do Gênesis
- 1989 - A Panela do Diabo (avec Marcelo Nova)

Albums posthumes
- 1992 - O Baú do Raul
- 1998 - Documento

Compilations
- 1981 - O Melhor de Raul Seixas
- 1982 - A arte de Raul Seixas
- 1983 - O Pacote Fechado de Raul Seixas
- 1983 - Os Grandes Sucessos de Raul Seixas
- 1985 - Raul Seixas Rock
- 1986 - Caminhos
- 1988 - Metamorfose Ambulante
- 1988 - O Segredo do Universo
- 1988 - Raul Seixas Para Sempre
- 1990 - Maluco Beleza
- 1991 - As Profecias
- 1993 - Maluco Beleza
- 1993 - Metamorfose Ambulante
- 1994 - Minha História
- 1995 - Geração Pop Vol.2: Raul Seixas
- 1996 - MPB Compositores 4: Raul Seixas
- 1998 - Música! O Melhor da Música de Raul Seixas
- 1999 - Millennium: Raul Seixas
- 2000 - Areia da Ampulheta
- 2003 - Anarkilópolis
- 2003 - Os Melhores do Maluco Beleza
- 2005 - Novo Millennium: Raul Seixas
- 2005 - Série Bis: Raul Seixas
- 2006 - Warner 30 Anos: Raul Seixas
- 2008 - Sem Limite: Raul Seixas
- 2009 - 20 Anos sem Raul Seixas (Contém uma faixa inédita)

Albums live
- 1975 - Hollywood Rock (avec Erasmo Carlos, O Peso et Rita Lee)
- 1984 - Ao Vivo - Único e Exclusivo
- 1991 - Eu, Raul Seixas (Concert, plage de Santos, 1982)
- 1993 - Raul Vivo (réédition)
- 1994 - Se o Rádio Não Toca... (Concert à Brasília, 1974)